# Jon Johnson
Jon Johnson (* 16. Oktober 1954 in Sheridan, Wyoming) ist ein US-amerikanischer Tontechniker.

## Leben
Johnson, der im Bereich der Tontechnik neben dem Tonschnitt auch an der Tongestaltung und Soundeffekten arbeitet, begann seine Karriere Anfang der 1980er Jahre beim Fernsehen und wirkte dort an verschiedenen Zeichentrickserien wie Die Schlümpfe und Scooby Doo mit. Später war er auch an Dokumentarfilmen und Fernsehfilmen beteiligt. Ab Anfang der 1990er verlagerte sich sein Arbeitsschwerpunkt zum Film, wenngleich er weiterhin gelegentlich für das Fernsehen tätig war, unter anderem an der Science-Fiction-Serie Babylon 5. Für sein Wirken beim Fernsehen war er zwischen 1987 und 2008 vier Mal für den Primetime Emmy nominiert, 1987 konnte er die Auszeichnung für den Fernsehfilm Todesursache – Agent Orange gewinnen. Johnson wirkte an zahlreichen Hollywood-Blockbustern mit, unter anderem die Science-Fiction-Filme Star Trek: Treffen der Generationen, Stargate und Independence Day. 2001 gewann er den Oscar in der Kategorie Bester Tonschnitt für U-571.

## Filmografie (Auswahl)
- 1990: Ski Academy (Ski Patrol)
- 1991: Freddy’s Finale – Nightmare on Elm Street 6 (Freddy’s Dead: The Final Nightmare)
- 1993: Body of Evidence
- 1993: Demolition Man
- 1994: Star Trek: Treffen der Generationen (Star Trek Generations)
- 1994: Stargate
- 1996: Independence Day
- 1999: Payback – Zahltag (Payback)
- 2000: U-571
- 2001: Ritter aus Leidenschaft (A Knight’s Tale)
- 2006: Astronaut Farmer (The Astronaut Farmer)
- 2009: Surrogates – Mein zweites Ich (Surrogates)
- 2011: Captain America: The First Avenger

## Auszeichnungen (Auswahl)
- 2001: Oscar in der Kategorie Bester Tonschnitt für U-571